# Месентя
Месентя (рум. Mesentea) — село у повіті Алба в Румунії. Входить до складу комуни Галда-де-Жос.
Село розташоване на відстані 275 км на північний захід від Бухареста, 13 км на північ від Алба-Юлії, 64 км на південь від Клуж-Напоки.

## Населення
За даними перепису населення 2002 року у селі проживали 220 осіб, з них 219 осіб (99,5%) румунів. Усі жителі села рідною мовою назвали румунську.